# 남풍 (드라마)
《남풍》은 1978년 1월 30일부터 1978년 4월 7일까지 방영한 문화방송 일일연속극이다.

## 등장 인물
- 이장현
- 임예진
- 박노식
- 전운
- 반효정
- 오지명
- 남능미
- 김무생
- 박원숙
- 신충식
- 홍성민
- 김영애
- 임정하
- 신금매